# Selección femenina de waterpolo de Japón
La Selección femenina de waterpolo de Japón es el equipo nacional que representa a Japón en las competiciones internacionales de polo acuático para mujeres.
En el 2019 participó en el Campeonato Mundial de Natación.

## Juegos Olímpicos
- 2020: Clasificado

## Campeonato Mundial de Waterpolo
- Fukuoka 2001: 11°
- Barcelona 2003: 11°
- Kazan 2015: 15°
- Budapest 2017: 13°
- Gwangju 2019: 13°